# خوان کارلوس روجو
خوان کارلوس روجو (انگلیسی: Juan Carlos Rojo؛ زادهٔ ۱۷ نوامبر ۱۹۵۹) بازیکن فوتبال اهل اسپانیا است.
از باشگاه‌هایی که در آن بازی کرده‌است می‌توان به باشگاه فوتبال رئال بتیس، باشگاه فوتبال بارسلونا بی، و باشگاه فوتبال بارسلونا اشاره کرد.
وی همچنین در تیم‌های ملی فوتبال زیر ۱۸ سال اسپانیا، زیر ۲۰ سال اسپانیا، زیر ۲۱ سال اسپانیا، و اسپانیا بازی کرده‌است.